# 丁璣
丁璣（1457年—？），字玉大，直隸鎮江府丹徒縣人，民籍，明朝政治人物。進士出身。

## 生平
早年出身國子生，成化十年（1474年）甲午科應天府鄉試第一百十七名。成化十四年（1478年）戊戌科會試第五十名，殿試登進士第三甲第八名。歷官中书舍人、南京禮部郎中，弘治十四年（1501年）八月升廣東按察司副使、提调学校。

## 家族
曾祖父丁惪。祖父丁寧，曾任衛經歷。父亲丁元吉。母錢氏。具庆下。聘张氏。